# Cichla pinima
Cichla pinima är en fiskart som beskrevs av Kullander och Ferreira 2006. Cichla pinima ingår i släktet Cichla och familjen Cichlidae. Inga underarter finns listade i Catalogue of Life.